# Piper (släkte)
Piper är ett ekonomiskt och ekologiskt betydelsefullt släkte som tillhör familjen pepparväxter. Släktet omfattar 1–2000 arter; buskar, örter och klätterväxter, av vilka många spelar en nyckelroll i sina respektive habitater. Flera arter har när de introducerats i nya habitater helt tagit över och trängt undan den ursprungliga floran. Inom släktet finns arter som lämpar sig för studium av naturhistoria, naturprodukters kemi, synekologi och evolutionsbiologi.

## Habitat
Arterna i släktet Piper återfinns i alla tropiska klimat, vanligen bland undervegetationen i regnskogar på låg höjd, men även i gläntor och på högre höjder som till exempel i molnskogar. Det finns en art - P. kadsura i södra Japan och sydligaste Korea - som lever i subtropiskt klimat och som klarar lätt vinterfrost. Arterna är ofta dominerande där de växer.
Några arter lever symbiotiskt förhållande med vissa myrarter.

## Utseende
Bladen är försedda med stipler. Blommorna är oftast enkönade, ståndarna 2-6, pistillen med flera märken. 

## Forskning
Släktet har flitigt använts för forskning inom ekologi och evolutionsbiologi. Arternas diversitet och ekologiska vikt har gjort släktet till ett självklart val för många sådana studier, men inte helt oväntat har de flesta studierna kretsat runt de ekonomiskt viktigaste arterna svartpeppar (P. nigrum), kava kava (P. methysticum) och Piper betle (P. betle).

## Systematik
Släktet delas i 4 undersläkten, de viktigaste arterna hör till undersläktena Steffensia som har tvåkönade blommor och återfinns i den neotropiska regionen och Eupiper hos vilket blommorna alla eller delvis är enkönade och som återfinns i den palearktiska och orientaliska regionen. 

### Dottertaxa tillPiper, i alfabetisk ordning[1]
- Piper abalienatum
- Piper abbadianum
- Piper abbreviatum
- Piper abditum
- Piper aberrans
- Piper abutiloides
- Piper accrescens
- Piper achoteanum
- Piper achotense
- Piper achromatolepis
- Piper achupallasense
- Piper acre
- Piper acreanum
- Piper acutamentum
- Piper acutibracteum
- Piper acutifolium
- Piper acutilimbum
- Piper acutistigmum
- Piper acutistipulum
- Piper acutiusculum
- Piper acutulum
- Piper adamatum
- Piper addisonii
- Piper adenandrum
- Piper admirabile
- Piper adreptum
- Piper aduncum
- Piper aequale
- Piper aereum
- Piper afflictum
- Piper agellifolium
- Piper agostiniorum
- Piper aguacalientis
- Piper aguadulcense
- Piper agusanense
- Piper alatabaccum
- Piper alatipetiolatum
- Piper albamentum
- Piper albanense
- Piper albiciliatum
- Piper albidiflorum
- Piper albidistigmatum
- Piper albidum
- Piper albogranulatum
- Piper albopapillatum
- Piper albopilosum
- Piper albopunctatum
- Piper albozonatum
- Piper aleyreanum
- Piper allardii
- Piper alnoides
- Piper alpinum
- Piper alveolatifolium
- Piper alveolatum
- Piper amalago
- Piper amapense
- Piper amoenum
- Piper amparoense
- Piper amphibracteum
- Piper amphitrichum
- Piper amplectenticaule
- Piper amplum
- Piper anastylum
- Piper andreanum
- Piper androgynum
- Piper angamarcanum
- Piper angsiense
- Piper angustipeltatum
- Piper anisopleurum
- Piper anisotis
- Piper anisotrichum
- Piper anisum
- Piper annulatispicum
- Piper anonifolium
- Piper anonymum
- Piper anostachyum
- Piper antioquiense
- Piper apodum
- Piper appendiculatum
- Piper apurimacanum
- Piper apus
- Piper aramanum
- Piper araneatum
- Piper araquei
- Piper arbelaezii
- Piper arboreum
- Piper arborigaudens
- Piper arbuscula
- Piper arcuatum
- Piper arduum
- Piper areolatum
- Piper arfakianum
- Piper argyrites
- Piper argyroneurum
- Piper arieianum
- Piper aristolochiifolium
- Piper aristolochiphyllum
- Piper armatum
- Piper arrectispicum
- Piper arreptum
- Piper artanthe
- Piper artanthopse
- Piper articulatum
- Piper arunachalense
- Piper ascendentispicum
- Piper asclepiadifolium
- Piper asperilimbum
- Piper asperiusculum
- Piper asperulibaccum
- Piper asplundii
- Piper asterocarpum
- Piper asterostigmum
- Piper asterotrichum
- Piper asymmetricum
- Piper atrobaccum
- Piper atroglandulosum
- Piper atropremnon
- Piper attenuatamentum
- Piper attenuatum
- Piper augustum
- Piper aulacospermum
- Piper auriculifolium
- Piper aurilimbum
- Piper auritum
- Piper aurorubrum
- Piper austromexicanum
- Piper austrosinense
- Piper avellanum
- Piper azuaiense
- Piper azupizuanum
- Piper baccans
- Piper baccatum
- Piper baezanum
- Piper baezense
- Piper baguionum
- Piper bahianum
- Piper bajanum
- Piper bakerianum
- Piper balansae
- Piper balsapuertanum
- Piper bambusifolium
- Piper banaoanum
- Piper bangii
- Piper bangkanum
- Piper bantamense
- Piper baracoanum
- Piper baramense
- Piper barbatum
- Piper barberi
- Piper barbicuspe
- Piper barbispicum
- Piper barbosanum
- Piper barbulantherum
- Piper barclayanum
- Piper barcoense
- Piper barkleyi
- Piper barretoi
- Piper bartlingianum
- Piper basilobatum
- Piper batuanum
- Piper beccarii
- Piper begoniifolium
- Piper begoniiforme
- Piper bellidifolium
- Piper belloi
- Piper bellum
- Piper belterraense
- Piper bengalense
- Piper bennettianum
- Piper berembunense
- Piper bermejanum
- Piper berryi
- Piper berteroanum
- Piper betle
- Piper betleoides
- Piper betloides
- Piper biauritum
- Piper bikanum
- Piper bilobulatum
- Piper biolleyi
- Piper bipedale
- Piper bipunctatum
- Piper biritak
- Piper biroi
- Piper bisasperatum
- Piper biseriatum
- Piper bistigmatum
- Piper bivalvantherum
- Piper blattarum
- Piper boehmeriifolium
- Piper boerlagei
- Piper bogotense
- Piper boissierianum
- Piper bojonyum
- Piper bolanicum
- Piper bolivaranum
- Piper bonii
- Piper bonthainense
- Piper boorsroae
- Piper boquetense
- Piper boquianum
- Piper borbonense
- Piper borneense
- Piper borucanum
- Piper bosnicanum
- Piper botrytes
- Piper botteri
- Piper bourgeaui
- Piper bowiei
- Piper brachipilum
- Piper brachypetiolatum
- Piper brachypodon
- Piper brachypus
- Piper brachystylum
- Piper brachytrichum
- Piper bradei
- Piper brasiliense
- Piper brassii
- Piper bredemeyeri
- Piper brevesanum
- Piper breviamentum
- Piper brevicaule
- Piper brevicuspe
- Piper brevilimbum
- Piper brevipedicellatum
- Piper brevipes
- Piper brevispicum
- Piper brevistigmum
- Piper brevistrigillosum
- Piper brisasense
- Piper brittonorum
- Piper brongniartii
- Piper brownsbergense
- Piper buchii
- Piper bullatifolium
- Piper bullatilimbum
- Piper bullatum
- Piper bullosum
- Piper bullulatum
- Piper burkillii
- Piper buruanum
- Piper caballo-cochanum
- Piper cabralanum
- Piper cachimboense
- Piper cacuminum
- Piper cadenaensis
- Piper caducibracteum
- Piper cajamarcanum
- Piper cajambrense
- Piper caladiifolium
- Piper calamistratum
- Piper calanyanum
- Piper calcariformis
- Piper calceolarium
- Piper caldasianum
- Piper caldense
- Piper caliendriferum
- Piper callcanense
- Piper callosum
- Piper calophyllum
- Piper calvescentinerve
- Piper calvibaccum
- Piper cambodianum
- Piper camiloi
- Piper campanum
- Piper camphoriferum
- Piper campii
- Piper camptostachys
- Piper canaliculum
- Piper canastrense
- Piper candollei
- Piper caninum
- Piper canovillosum
- Piper capense
- Piper capillipes
- Piper capillistipes
- Piper capitarianum
- Piper capitellatum
- Piper caquetanum
- Piper caracasanum
- Piper caracolanum
- Piper cararense
- Piper carautensei
- Piper cardiophyllum
- Piper carizalanum
- Piper carlosii
- Piper carnibracteum
- Piper carniconnectivum
- Piper carnistigmum
- Piper carpinteranum
- Piper carpunya
- Piper carrapanum
- Piper carrilloanum
- Piper casapiense
- Piper cassinoides
- Piper casteloense
- Piper castroanum
- Piper cathayanum
- Piper cativalense
- Piper caucaense
- Piper caudilimbum
- Piper cavalcantei
- Piper cavendishioides
- Piper cejanum
- Piper celebicum
- Piper celer
- Piper celsum
- Piper celtidiforme
- Piper cenocladum
- Piper centurense
- Piper cercidiphyllum
- Piper cernuum
- Piper cerronianum
- Piper certeguiense
- Piper chaba
- Piper chalhuapuquianum
- Piper chamissonis
- Piper chanchamayanum
- Piper changuinolanum
- Piper chaudocanum
- Piper chavicoides
- Piper chiadoense
- Piper chiangdaoense
- Piper chimborazoense
- Piper chimonanthifolium
- Piper chinantlense
- Piper chinense
- Piper chiquihuitense
- Piper chlorostachyum
- Piper christyi
- Piper chromatolepis
- Piper chrysoneurum
- Piper chrysostachyum
- Piper chuarense
- Piper chumboense
- Piper churruyacoanum
- Piper churumayu
- Piper cicatriculosum
- Piper cihuatlanense
- Piper cilibracteum
- Piper cililimbum
- Piper ciliomarginatum
- Piper cinereocaule
- Piper cinereum
- Piper cingens
- Piper ciniflonis
- Piper cirratum
- Piper cisnerosense
- Piper cispontinum
- Piper clathratum
- Piper claudii
- Piper claussenianum
- Piper clavibracteum
- Piper clementis
- Piper clypeatum
- Piper coactile
- Piper coactipilum
- Piper coariense
- Piper cobarianum
- Piper cocoranum
- Piper coeloneurum
- Piper coilostachyum
- Piper cojimaranum
- Piper colipanum
- Piper colligatispicum
- Piper collinum
- Piper colonense
- Piper colon-insulae
- Piper colotlipanense
- Piper colubrinum
- Piper comasense
- Piper come
- Piper comptonii
- Piper concretiflorum
- Piper conditum
- Piper condotoense
- Piper confertinodum
- Piper confusionis
- Piper confusum
- Piper conibaccum
- Piper conispicum
- Piper conquistanum
- Piper consanguineum
- Piper consociatum
- Piper constanzanum
- Piper constipatispicum
- Piper controversum
- Piper copeyanum
- Piper coralfalgense
- Piper corcovadense
- Piper cordatilimbum
- Piper cordatum
- Piper cordiforme
- Piper cordilimbum
- Piper cordoncillo
- Piper cordovanum
- Piper cordulatum
- Piper coriaceilimbum
- Piper corintoanum
- Piper cornifolium
- Piper cornilimbum
- Piper coronanum
- Piper corozalanum
- Piper corpulentispicum
- Piper corrugatum
- Piper cortescabrum
- Piper coruscans
- Piper corylistachyopsis
- Piper costatum
- Piper costulatum
- Piper cowanii
- Piper crassinervium
- Piper crassipedunculum
- Piper crassispicatum
- Piper crassistilum
- Piper crassistipes
- Piper crebrinodum
- Piper crenatifolium
- Piper crenulatibracteum
- Piper crenulatum
- Piper criniovarium
- Piper crispatum
- Piper cristinanum
- Piper cryptopodon
- Piper cubataonum
- Piper cubeba
- Piper cubense
- Piper cumanense
- Piper cumaralense
- Piper cumbasonum
- Piper cumbotianum
- Piper cuniculorum
- Piper cunninghamii
- Piper cupreatum
- Piper curtifolium
- Piper curtilimbum
- Piper curtirachis
- Piper curtisii
- Piper curtispicum
- Piper curtistilum
- Piper curvatipes
- Piper curvatum
- Piper curvinervium
- Piper curvipilum
- Piper cuspidatum
- Piper cuspidibracteatum
- Piper cuspidilimbum
- Piper cuspidispicum
- Piper cutucuense
- Piper cuyabanum
- Piper cuyunianum
- Piper cyphophyllopse
- Piper cyprium
- Piper cyrtopodon
- Piper cyrtostachys
- Piper dactylostigmum
- Piper daedalum
- Piper daguanum
- Piper damiaoshanense
- Piper danieli-gonzalezii
- Piper darienense
- Piper dasyoura
- Piper dasypodum
- Piper davaoense
- Piper davidsonii
- Piper deamii
- Piper decipiens
- Piper decurrens
- Piper deductum
- Piper degeneri
- Piper delicatum
- Piper deliciasanum
- Piper delineatum
- Piper demeraranum
- Piper demoratum
- Piper dempoanum
- Piper dendrophilum
- Piper dennisii
- Piper densibaccum
- Piper densiciliatum
- Piper depressibaccum
- Piper descourtilsianum
- Piper desultorium
- Piper dichotomum
- Piper dichroostachyum
- Piper diffamatum
- Piper diffundum
- Piper diguaense
- Piper diguetii
- Piper dilatatum
- Piper dimetrale
- Piper dindingsianum
- Piper diospyrifolium
- Piper dipterocarpinum
- Piper discriminatum
- Piper disjunctum
- Piper disparipilum
- Piper distachyon
- Piper distichum
- Piper distigmatum
- Piper divaricatum
- Piper diversipilum
- Piper divortans
- Piper divulgatum
- Piper djabia
- Piper dodsonii
- Piper dolichostachyum
- Piper dolichostylum
- Piper dolichotrichum
- Piper dominantinervium
- Piper dotanum
- Piper dryadum
- Piper duartei
- Piper duckei
- Piper dukei
- Piper dulce
- Piper dumiformans
- Piper dumosum
- Piper dunstervilleorum
- Piper durilignum
- Piper durilimbum
- Piper durvilleanum
- Piper dussii
- Piper ecallosum
- Piper echinocaule
- Piper echinovarium
- Piper ecuadorense
- Piper edurum
- Piper edwallii
- Piper elatostema
- Piper el-bancoanum
- Piper elbertii
- Piper el-caranyanum
- Piper ellipticifolium
- Piper elliptico-lanceolatum
- Piper elmeri
- Piper el-paramoense
- Piper emmerichianum
- Piper emygdioi
- Piper enckea
- Piper enckeaespicum
- Piper endlicherianum
- Piper enenyasense
- Piper enganyanum
- Piper ensifolium
- Piper entradense
- Piper epigynium
- Piper epunctatum
- Piper erecticaule
- Piper erectipilum
- Piper erectum
- Piper eriocladum
- Piper eriopodon
- Piper erubescentispicum
- Piper erythrostachyum
- Piper erythroxyloides
- Piper escaleranum
- Piper escasuense
- Piper espejuelanum
- Piper esperancanum
- Piper eucalyptifolium
- Piper eucalyptolimbum
- Piper eucalyptophyllum
- Piper eupodum
- Piper eustylum
- Piper ewanii
- Piper evingeri
- Piper exactum
- Piper exasperatum
- Piper excavatum
- Piper excessum
- Piper exiguicaule
- Piper expolitum
- Piper externum
- Piper factum
- Piper fadyenii
- Piper faecatum
- Piper fagifolium
- Piper falanense
- Piper falcispicum
- Piper falconeri
- Piper falculispicum
- Piper fallenii
- Piper fallens
- Piper fanshawei
- Piper faroense
- Piper fastiditum
- Piper febrifugum
- Piper fenianum
- Piper ferreyrae
- Piper filipes
- Piper filistilum
- Piper fimbriulatum
- Piper finlaysonianum
- Piper firmolimbum
- Piper firmum
- Piper fischerianum
- Piper flagellicuspe
- Piper flavibaccum
- Piper flavicans
- Piper flavidum
- Piper flaviflorum
- Piper flavifructum
- Piper flavimarginatum
- Piper flavispicum
- Piper flavoviride
- Piper flexicaule
- Piper fockei
- Piper fonteboanum
- Piper foreroi
- Piper formosum
- Piper forstenii
- Piper fortalezanum
- Piper fortunaensis
- Piper fortunyoanum
- Piper foshergi
- Piper foveolatum
- Piper fragile
- Piper fragrans
- Piper francovilleanum
- Piper fresnoense
- Piper froesii
- Piper frutescens
- Piper fuertesii
- Piper fulgentifolium
- Piper fulgidum
- Piper fuligineum
- Piper fuliginosum
- Piper fulvescenticaule
- Piper fundacionense
- Piper fungiforme
- Piper fusagasuganum
- Piper fuscescentispicum
- Piper fuscinervium
- Piper fuscispicum
- Piper futuri
- Piper gabrielianum
- Piper galeatum
- Piper galicianum
- Piper gallatlyi
- Piper gammiei
- Piper garagaranum
- Piper gaudichaudianum
- Piper gegarvum
- Piper gelalae
- Piper gentryi
- Piper georginum
- Piper gibbiflorum
- Piper gibbifolium
- Piper gibbilimbum
- Piper gibbosum
- Piper gibsonii
- Piper gilvescens
- Piper gilvibaccum
- Piper giordanoi
- Piper glaberrimum
- Piper glabratum
- Piper glabrescens
- Piper glabribaccum
- Piper glabribracteum
- Piper glabrirhache
- Piper glabrius
- Piper glabrum
- Piper glanduligerum
- Piper glandulosissimum
- Piper globulantherum
- Piper globulistigmum
- Piper goeldii
- Piper goesii
- Piper gonocarpum
- Piper gorgonillense
- Piper gracile
- Piper graciliramosum
- Piper graeffei
- Piper grande
- Piper grandipedunculum
- Piper grandispicum
- Piper grantii
- Piper granuligerum
- Piper gratum
- Piper graveolens
- Piper griffithii
- Piper griseocaule
- Piper griseolimbum
- Piper griseum
- Piper guabinachanum
- Piper guacimonum
- Piper gualeanum
- Piper guanacostense
- Piper guanahacabibense
- Piper guapense
- Piper guatopoense
- Piper guavanum
- Piper guazacapanense
- Piper guianense
- Piper guineense
- Piper gurupanum
- Piper gutierrezii
- Piper gymnocladum
- Piper gymnophyllum
- Piper hainanense
- Piper halconense
- Piper halesiifolium
- Piper hamiltonii
- Piper hancei
- Piper hapnium
- Piper haridasanii
- Piper harlingii
- Piper harmandii
- Piper harrisii
- Piper hartii
- Piper hartwegianum
- Piper hassleri
- Piper hatschbachii
- Piper haughtii
- Piper havilandii
- Piper hayneanum
- Piper hebetifolium
- Piper hederaceum
- Piper heimii
- Piper hemmendorffii
- Piper heptandrum
- Piper heptaneurum
- Piper hermannii
- Piper hermes
- Piper hermosanum
- Piper herrerae
- Piper heterobracteum
- Piper heterocarpum
- Piper heterophlebium
- Piper heterophyllum
- Piper heterotrichum
- Piper hexandrum
- Piper heydei
- Piper hieronymi
- Piper hillianum
- Piper hippocrepiforme
- Piper hirtellipetiolum
- Piper hirtilimbum
- Piper hirtovarium
- Piper hispidinervum
- Piper hispidiramum
- Piper hispidum
- Piper hochiense
- Piper hodgei
- Piper hoehnei
- Piper hoffmannseggianum
- Piper holdridgeanum
- Piper hollrungii
- Piper holtii
- Piper holtonii
- Piper holtzei
- Piper hondonadense
- Piper hongkongense
- Piper hookeri
- Piper hookerianum
- Piper hosei
- Piper hosokawae
- Piper hostmannianum
- Piper huacachianum
- Piper huacapistanum
- Piper huallaganum
- Piper huantanum
- Piper huigranum
- Piper huilanum
- Piper humaytanum
- Piper humillimum
- Piper humistratum
- Piper hydrolapathum
- Piper hylebates
- Piper hylophilum
- Piper hymenophyllum
- Piper hymenopodum
- Piper hypoglaucum
- Piper hypoleucum
- Piper ilheusense
- Piper illautum
- Piper imberbe
- Piper immite
- Piper immutatum
- Piper imperiale
- Piper inaequale
- Piper inauspicatum
- Piper incanum
- Piper inclemens
- Piper incomptum
- Piper indecorum
- Piper indianonum
- Piper indiciflexum
- Piper infossibaccatum
- Piper infossum
- Piper insectifugum
- Piper insigne
- Piper insignilaminum
- Piper insignilimbum
- Piper instabilipes
- Piper interitum
- Piper internibaccum
- Piper internovarium
- Piper interruptum
- Piper intonsum
- Piper iquitosense
- Piper isopleurum
- Piper itatiaianum
- Piper itayanum
- Piper ivonense
- Piper ixocubvainense
- Piper jaboncillanum
- Piper jacquemontianum
- Piper jalapense
- Piper jaliscanum
- Piper japurense
- Piper jauaense
- Piper javariense
- Piper javitense
- Piper jenkinsii
- Piper jubimarginatum
- Piper julianii
- Piper juliflorum
- Piper jumayense
- Piper kadsura
- Piper kanehiranum
- Piper kappleri
- Piper kapruanum
- Piper karwinskianum
- Piper kawakamii
- Piper kegelianum
- Piper kegelii
- Piper kelleyi
- Piper kerberi
- Piper kewense
- Piper keyanum
- Piper khasianum
- Piper kimpitirikianum
- Piper kleinii
- Piper klossii
- Piper klotzschianum
- Piper klugianum
- Piper klugii
- Piper koordersii
- Piper kotanum
- Piper kraense
- Piper kreangense
- Piper krukoffii
- Piper kuhlmannii
- Piper kunstleri
- Piper kunthii
- Piper kurzii
- Piper kwashoense
- Piper labillardieri
- Piper lacunosum
- Piper ladoradense
- Piper laetispicum
- Piper laeve
- Piper laevicarpum
- Piper laevigatum
- Piper lagenibaccum
- Piper lagoaense
- Piper laguna-cochanum
- Piper lagunaense
- Piper lainatakanum
- Piper lamasense
- Piper lanatum
- Piper lanceifolium
- Piper lanceolatum
- Piper lanciferum
- Piper lancifolium
- Piper lancilimbum
- Piper landakanum
- Piper langlassei
- Piper lanosicaule
- Piper laosanum
- Piper larutanum
- Piper lateovatum
- Piper lateripilosum
- Piper latibracteum
- Piper laurifolium
- Piper laurinum
- Piper lauterbachii
- Piper lawrancei
- Piper lechlerianum
- Piper ledermannii
- Piper lehmannianum
- Piper lemaense
- Piper leptonema
- Piper leptostachyum
- Piper leptostilum
- Piper lepturum
- Piper lessertianum
- Piper leticianum
- Piper leucophaeocaule
- Piper leucophaeum
- Piper leucostachyum
- Piper lhotzkyanum
- Piper liebmannii
- Piper liesneri
- Piper limai
- Piper limosum
- Piper lindbergii
- Piper lindenii
- Piper lineatipilosum
- Piper lineatipilum
- Piper lineativillosum
- Piper lineatum
- Piper lineolatifolium
- Piper lingshuiense
- Piper linguliforme
- Piper linkii
- Piper lippoldii
- Piper listeri
- Piper littlei
- Piper littorale
- Piper llatanum
- Piper loefgrenii
- Piper lonchites
- Piper longamentum
- Piper longepetiolatum
- Piper longepilosum
- Piper longestylosum
- Piper longiacuminatum
- Piper longiappendiculatum
- Piper longiauriculatum
- Piper longibracteum
- Piper longicaudatum
- Piper longicaule
- Piper longichaetum
- Piper longifilamentum
- Piper longifolium
- Piper longimucronatum
- Piper longipedicellatum
- Piper longipedunculatum
- Piper longipes
- Piper longipilum
- Piper longispicum
- Piper longistamineum
- Piper longistigmum
- Piper longivaginans
- Piper longivillosum
- Piper longum
- Piper loretoanum
- Piper losoense
- Piper lowong
- Piper lucigaudens
- Piper lundii
- Piper lunulibracteatum
- Piper lutescens
- Piper macapaense
- Piper macbrideanum
- Piper macedoi
- Piper macerispicum
- Piper machupicchuense
- Piper macrocarpum
- Piper macropiper
- Piper macropodum
- Piper macrorhynchon
- Piper macrostylum
- Piper macrotrichum
- Piper maculaphyllum
- Piper maculosum
- Piper macvaughii
- Piper madagascariense
- Piper madeiranum
- Piper magnantherum
- Piper magnibaccum
- Piper magnificum
- Piper magnispicum
- Piper maingayi
- Piper majusculum
- Piper makruense
- Piper malacocarpum
- Piper malacophyllum
- Piper malifolium
- Piper malpasoense
- Piper mamorense
- Piper manabinum
- Piper mananthum
- Piper manausense
- Piper mansericheanum
- Piper manzanillanum
- Piper mapirense
- Piper maranyonense
- Piper marequitense
- Piper margaritatum
- Piper marginatum
- Piper marsupiiferum
- Piper martensianum
- Piper martinense
- Piper marturetense
- Piper massiei
- Piper mastersianum
- Piper matangaum
- Piper matthewsii
- Piper matudai
- Piper maxonii
- Piper maxwellanum
- Piper mazamariense
- Piper medinaense
- Piper medinillifolium
- Piper mediocre
- Piper meeboldii
- Piper melanocarpum
- Piper melanocaulon
- Piper melanocladum
- Piper melanopremnum
- Piper melanostictum
- Piper melastomoides
- Piper mellibracteum
- Piper membranaceum
- Piper mendezense
- Piper mercedense
- Piper mercens
- Piper merrillii
- Piper mestonii
- Piper metallicum
- Piper metanum
- Piper mexiae
- Piper mexicanum
- Piper michelianum
- Piper microphyllum
- Piper microstachyon
- Piper microtrichum
- Piper miersinum
- Piper miguelconejoanum
- Piper mikanianum
- Piper mikaniifolium
- Piper mikii
- Piper millegranum
- Piper millepunctulatum
- Piper millii
- Piper minarum
- Piper minasarum
- Piper miniatum
- Piper minus
- Piper minutantherum
- Piper minute-scabiosum
- Piper minutistigmum
- Piper miquelianum
- Piper misantlense
- Piper mischocarpum
- Piper mishuyacuense
- Piper mite
- Piper mitifolium
- Piper mituense
- Piper mocco-mocco
- Piper mocoanum
- Piper modestum
- Piper moense
- Piper mohomoho
- Piper molleri
- Piper mollicomum
- Piper mollipilosum
- Piper mollissimum
- Piper molliusculum
- Piper monagasense
- Piper monostigmum
- Piper montanum
- Piper montealegreanum
- Piper montium
- Piper montivagum
- Piper monurum
- Piper monzonense
- Piper moreleti
- Piper morelianum
- Piper morianum
- Piper morilloi
- Piper morisonianum
- Piper mornicola
- Piper mosaicum
- Piper moscopanense
- Piper mosenii
- Piper mourai
- Piper moyobambanum
- Piper mucronatum
- Piper mullesua
- Piper multiforme
- Piper multimammosum
- Piper multinervium
- Piper multinodum
- Piper multiplinervium
- Piper multistigmum
- Piper multitudinis
- Piper muluense
- Piper munchanum
- Piper mundum
- Piper muneyporense
- Piper munyanum
- Piper muricatum
- Piper murrayanum
- Piper musteum
- Piper mutabile
- Piper myrmecophilum
- Piper nagaense
- Piper nanayanum
- Piper napo-pastazanum
- Piper narinoense
- Piper nasutum
- Piper neblinanum
- Piper nebuligaudens
- Piper neesianum
- Piper neglectum
- Piper negroense
- Piper nematanthera
- Piper nervosum
- Piper nervulosum
- Piper nigribaccum
- Piper nigriconnectivum
- Piper nigrispicum
- Piper nigropunctatum
- Piper nigrovirens
- Piper nigrum
- Piper nirjulianum
- Piper niteroiense
- Piper nitidulum
- Piper nobile
- Piper novae-hispaniae
- Piper novae-hollandiae
- Piper noveninervium
- Piper novogalicianum
- Piper nubigenum
- Piper nudifolium
- Piper nudilimbum
- Piper nudipedunculum
- Piper nudiramum
- Piper nudum
- Piper nuncupatum
- Piper oaxacanum
- Piper obatense
- Piper obesispicum
- Piper oblancifolium
- Piper obliquum
- Piper oblongatifolium
- Piper oblongatilimbum
- Piper oblongatum
- Piper oblongifolium
- Piper oblongum
- Piper obovantherum
- Piper obovatifolium
- Piper obrutum
- Piper obtusilimbum
- Piper obtusistigmum
- Piper obtusum
- Piper oculatispicum
- Piper odoratum
- Piper offensum
- Piper okamotoi
- Piper oldbamii
- Piper olens
- Piper ollantaitambanum
- Piper ootacamundense
- Piper opacilimbum
- Piper opizianum
- Piper opizii
- Piper oradendron
- Piper oreophilum
- Piper orizabanum
- Piper ornatum
- Piper ornithorhynchum
- Piper oroense
- Piper ospinense
- Piper ostii
- Piper otophorum
- Piper otto-huberi
- Piper ottoniifolium
- Piper ottonoides
- Piper ovantherum
- Piper ovatibaccum
- Piper ovatilimbum
- Piper ovatostemon
- Piper ovatum
- Piper oviedoi
- Piper oxyphyllum
- Piper oxystachyum
- Piper pachoanum
- Piper pachyarthrum
- Piper pachyphloium
- Piper pachyphyllum
- Piper padangense
- Piper paganicum
- Piper paitense
- Piper palestinanum
- Piper pallididorsum
- Piper pallidirubrum
- Piper pallidum
- Piper palmeri
- Piper paludosum
- Piper pamploanum
- Piper pandoense
- Piper panduratum
- Piper papillicaule
- Piper papilliferum
- Piper paraense
- Piper paraguassuanum
- Piper paraisense
- Piper paralaevigatum
- Piper paramaribense
- Piper paranum
- Piper parapeltobryon
- Piper parcirameum
- Piper parcum
- Piper parianum
- Piper parmatum
- Piper parong
- Piper parvantherum
- Piper parvibracteatum
- Piper parvicordulatum
- Piper parvilimbum
- Piper parvipedunculum
- Piper pastasanum
- Piper patens
- Piper patentifolium
- Piper patzulinum
- Piper paucartamboanum
- Piper paucinerve
- Piper paucipilosum
- Piper pauciramosum
- Piper paucistigmum
- Piper paulianifolium
- Piper pavasense
- Piper pavimentifolium
- Piper pavonii
- Piper payanum
- Piper pearcei
- Piper pebasense
- Piper peculiare
- Piper pedicellatum
- Piper pedicellosum
- Piper pedunculare
- Piper pedunculatum
- Piper peepuloides
- Piper pellitum
- Piper peltatum
- Piper peltilimbum
- Piper penangense
- Piper pendentispicum
- Piper pendulirameum
- Piper pendulispicum
- Piper pendulum
- Piper pentandrum
- Piper penyasense
- Piper peracuminatum
- Piper peracutilimbum
- Piper perareolatum
- Piper perbarbatum
- Piper perbrevicaule
- Piper perbrevispicum
- Piper perciliatum
- Piper percostatum
- Piper perditum
- Piper perenense
- Piper perhispidum
- Piper perijaense
- Piper perlongipedunculum
- Piper permolle
- Piper permucronatum
- Piper pernigricans
- Piper pernodosum
- Piper perpallidum
- Piper perpilosum
- Piper perpunctulatum
- Piper perpurgatum
- Piper perpusillum
- Piper perscabrifolium
- Piper perstipulare
- Piper perstrigosum
- Piper persubulatum
- Piper pertinax
- Piper pertomentellum
- Piper peruligerum
- Piper peruvianum
- Piper pervelutinum
- Piper pervenosum
- Piper perverrucosum
- Piper pervulgatum
- Piper pervulsum
- Piper petens
- Piper petiolare
- Piper petiolatum
- Piper phalangense
- Piper phaneropus
- Piper philippinum
- Piper philodendroides
- Piper philodendrum
- Piper phuwuaense
- Piper phyllostictum
- Piper phytolaccifolium
- Piper picardae
- Piper picobonitoense
- Piper piedecuestanum
- Piper pilibracteum
- Piper piliovarium
- Piper pilobracteatum
- Piper pilosissimum
- Piper pilovarium
- Piper piluliferifolium
- Piper piluliferum
- Piper pinaresanum
- Piper pinetorum
- Piper pingbienense
- Piper pinguifolium
- Piper pinnatum
- Piper pinoganense
- Piper pinuna-negroense
- Piper piojoanum
- Piper piresii
- Piper piritubanum
- Piper piscatorum
- Piper pitalitoense
- Piper pittieri
- Piper plagiocladum
- Piper plagiophyllum
- Piper planadosense
- Piper planipes
- Piper planitiei
- Piper platylobum
- Piper platyphyllum
- Piper pleiocarpum
- Piper plumanum
- Piper plurinervosum
- Piper poasanum
- Piper pogonioneuron
- Piper politaereum
- Piper politifolium
- Piper politii
- Piper politum
- Piper polycarpum
- Piper polygynum
- Piper polysyphonum
- Piper polytrichum
- Piper ponapense
- Piper ponesheense
- Piper ponganum
- Piper pontis
- Piper popayanense
- Piper poporense
- Piper porphyrophyllum
- Piper porrectum
- Piper porveniricola
- Piper poscitum
- Piper positum
- Piper posusanum
- Piper potamophilum
- Piper pothiforme
- Piper pothoides
- Piper pothomorphe
- Piper pothophyllum
- Piper praeacutilimbum
- Piper praesagium
- Piper premnospicum
- Piper prianamense
- Piper prietoi
- Piper pringlei
- Piper procerifolium
- Piper procerum
- Piper protracticuspidatum
- Piper protractispicum
- Piper protractum
- Piper provulgatum
- Piper prunifolium
- Piper pseudamboinense
- Piper pseudoacreanum
- Piper pseudoaequale
- Piper pseudoarboreum
- Piper pseudoasperifolium
- Piper pseudobarbatum
- Piper pseudobredemeyeri
- Piper pseudobumbratum
- Piper pseudocallosum
- Piper pseudocativalense
- Piper pseudodivulgatum
- Piper pseudoeucalyptifolium
- Piper pseudoflexuosum
- Piper pseudofuligineum
- Piper pseudogaragaranum
- Piper pseudoglabrescens
- Piper pseudogrande
- Piper pseudohastulatum
- Piper pseudolindenii
- Piper pseudomatico
- Piper pseudomollicomum
- Piper pseudomunchanum
- Piper pseudonigrum
- Piper pseudooblongum
- Piper pseudopopayanense
- Piper pseudopothifolium
- Piper pseudosylvaticum
- Piper psilophyllum
- Piper psilorhachis
- Piper psilostachyum
- Piper pterocladum
- Piper pubarulipes
- Piper puberulescens
- Piper puberuliciliatum
- Piper puberulidrupum
- Piper puberulilimbum
- Piper puberulinerve
- Piper puberulirameum
- Piper pubibaccum
- Piper pubicatulum
- Piper pubinervulum
- Piper pubiovarium
- Piper pubipedunculum
- Piper pubipes
- Piper pubipetiolum
- Piper pubirhache
- Piper pubistipulum
- Piper pubisubmarginatum
- Piper pubivaginatum
- Piper pulchrum
- Piper pulleanum
- Piper pullibaccum
- Piper pullispicum
- Piper puncticulatum
- Piper punctulantherum
- Piper punctulatum
- Piper punctulivenum
- Piper puniceum
- Piper puraceanum
- Piper purdiei
- Piper purpusianum
- Piper purulentum
- Piper purusanum
- Piper pustulatum
- Piper putumayoense
- Piper puyoense
- Piper pygmaeum
- Piper pykarahense
- Piper quadratiovarium
- Piper quehradense
- Piper quimirianum
- Piper quinqueangulatum
- Piper quinquenervium
- Piper quintuplinervium
- Piper quitense
- Piper raapii
- Piper racemosum
- Piper rafflesii
- Piper raizudoanum
- Piper ramipilum
- Piper ramosense
- Piper ramosii
- Piper rarispicum
- Piper rarum
- Piper rasile
- Piper recensitum
- Piper recessum
- Piper rechingeri
- Piper recreoense
- Piper recuperatum
- Piper recurvum
- Piper redactum
- Piper reductipes
- Piper regale
- Piper regnellii
- Piper reitzii
- Piper relaxatum
- Piper relictum
- Piper remotinervium
- Piper renitens
- Piper reptabundum
- Piper resalutatum
- Piper restio
- Piper restrictum
- Piper retalhuleuense
- Piper reticulatum
- Piper reticulosum
- Piper retrofractum
- Piper retropilosum
- Piper rhinostachyum
- Piper rhizocaule
- Piper rhodocarpum
- Piper rhododendrifolium
- Piper rhytidocarpum
- Piper ribesioides
- Piper richardianum
- Piper richardiifolium
- Piper ridleyi
- Piper riitosense
- Piper rinconense
- Piper rindjanense
- Piper riocajambrense
- Piper riocauchosanum
- Piper riochiadoense
- Piper rio-docense
- Piper rioense
- Piper riojanum
- Piper riomarguanum
- Piper rionechianum
- Piper riozulianum
- Piper rivinoides
- Piper roblalense
- Piper robleanum
- Piper robustipedunculum
- Piper roemeri
- Piper rogaguanum
- Piper ronaldii
- Piper roqueanum
- Piper rosei
- Piper rothianum
- Piper rovirosae
- Piper rubiginosum
- Piper rubramentum
- Piper rubribaccum
- Piper rubroglandulosum
- Piper rubronodosum
- Piper rubro-venosum
- Piper rubrum
- Piper rude
- Piper rudgeanum
- Piper rueckeri
- Piper rufescentibaccum
- Piper rufibracteum
- Piper rufipilum
- Piper rufum
- Piper rugosibaccum
- Piper rugosilimbum
- Piper rugosum
- Piper ruizianum
- Piper rumicifolium
- Piper rumphii
- Piper rupicola
- Piper rupigaudens
- Piper rupununianum
- Piper rurrenbaqueanum
- Piper rusbyi
- Piper rusticum
- Piper sabaletasanum
- Piper sabanaense
- Piper sacchamatesense
- Piper sagittifer
- Piper sagittifolium
- Piper saldanhai
- Piper salentoi
- Piper salgaranum
- Piper salicifolium
- Piper saloyanum
- Piper salticola
- Piper samanense
- Piper sambuanum
- Piper sampaioi
- Piper san-andresense
- Piper sancti-felicis
- Piper sanctum
- Piper sandianum
- Piper sangorianum
- Piper sanjuananum
- Piper sanluisense
- Piper sanmarcosanum
- Piper sanmartinense
- Piper sanmiguelense
- Piper sannicolasense
- Piper sanramonense
- Piper sanroqueanum
- Piper santaeclarae
- Piper santaritanum
- Piper sanvicentense
- Piper sapitense
- Piper sapotoanum
- Piper sapotoyacuense
- Piper sararense
- Piper sarasinorum
- Piper sarawakanum
- Piper sarmentosum
- Piper satisfactum
- Piper savanense
- Piper saxicola
- Piper scabiosifolium
- Piper scabrellum
- Piper scabridulicaule
- Piper scabridulilimbum
- Piper scabrifolium
- Piper scabriusculum
- Piper scalariforme
- Piper scalarispicum
- Piper scandenticaule
- Piper scansum
- Piper schachii
- Piper schenckii
- Piper schiedeanum
- Piper schippianum
- Piper schizonephros
- Piper schlechtendalianum
- Piper schlechtendalii
- Piper schlechteri
- Piper schlimii
- Piper schmidtii
- Piper schottii
- Piper schumannii
- Piper schunkeanum
- Piper schuppii
- Piper schwackei
- Piper sciaphilum
- Piper sclerophloeum
- Piper scobinifolium
- Piper scortechinii
- Piper scutifolium
- Piper scutilimbum
- Piper scutispicum
- Piper sebastianum
- Piper secundum
- Piper selangorense
- Piper sellertianum
- Piper semangkoanum
- Piper semicordulatum
- Piper semicrudum
- Piper semiimmersum
- Piper semimetrale
- Piper seminervosum
- Piper seminitidulum
- Piper semiplenum
- Piper semitarium
- Piper semperflorens
- Piper senporeiense
- Piper septuplinervium
- Piper sericeo-nervosum
- Piper serotinum
- Piper serpavillanum
- Piper serrulatum
- Piper setebarraense
- Piper setigerum
- Piper setosum
- Piper setulosum
- Piper sibulanum
- Piper sierra-aroense
- Piper silentvalleyensis
- Piper silhouettanum
- Piper silvaense
- Piper silvarum
- Piper silvigaudens
- Piper silvimontanum
- Piper silvivagum
- Piper simile
- Piper sintenense
- Piper sinuatispicum
- Piper sinuclausum
- Piper sinugaudens
- Piper skutchii
- Piper sneidernii
- Piper snethlagei
- Piper sociorum
- Piper sodiroi
- Piper sogerense
- Piper sogerianum
- Piper soledadense
- Piper solmsianum
- Piper solutidrupum
- Piper sororium
- Piper sorsogonum
- Piper sotai
- Piper spathelliferum
- Piper speculatoris
- Piper sphaerocarpum
- Piper sphaeroides
- Piper sprengelianum
- Piper spruceanum
- Piper squamuliferum
- Piper squamulosum
- Piper staminodiferum
- Piper standleyi
- Piper steinbachii
- Piper stellipilum
- Piper stenocarpum
- Piper stenophyllum
- Piper stenopodum
- Piper stenostachys
- Piper stevensii
- Piper steyermarkii
- Piper stiliferum
- Piper stipitiforme
- Piper stipulaceum
- Piper stipulare
- Piper stipulosum
- Piper stomachicum
- Piper storkii
- Piper striaticaule
- Piper striatifolium
- Piper striatipetiolum
- Piper striatum
- Piper strictifolium
- Piper strigillosicaule
- Piper strigillosum
- Piper strigosum
- Piper stuebelii
- Piper stupposum
- Piper subaduncum
- Piper subalbicans
- Piper subalpinum
- Piper subandinum
- Piper subasperifolium
- Piper subbullatum
- Piper subcaniramum
- Piper subcaudatum
- Piper subciliatum
- Piper subcinereum
- Piper subconcinnum
- Piper subcordulatum
- Piper subcrenulatum
- Piper subduidaense
- Piper subeburneum
- Piper subepunctatum
- Piper subfalcatum
- Piper subflavicans
- Piper subflavispicum
- Piper subflavum
- Piper subfragile
- Piper subfrutescens
- Piper subglabribracteatum
- Piper subglabrifolium
- Piper subgrande
- Piper sublepidotum
- Piper sublignosum
- Piper submultinerve
- Piper subnitidifolium
- Piper subnitidum
- Piper subnudilimbum
- Piper subpanduriforme
- Piper subpatens
- Piper subpedale
- Piper subpedicellatum
- Piper subpenninerve
- Piper subprostratum
- Piper subpuberulum
- Piper subpubibracteum
- Piper subpurpureum
- Piper subquinquenerve
- Piper subrepens
- Piper subrubrispicum
- Piper subrugosum
- Piper subscutatum
- Piper subsessilifolium
- Piper subsessililimbum
- Piper subsilvestre
- Piper subsilvulanum
- Piper substilosum
- Piper subulatum
- Piper sucreense
- Piper suffrutescens
- Piper suffruticosum
- Piper sugandhi
- Piper suipigua
- Piper sulcatum
- Piper sumatranum
- Piper sumpi
- Piper supernum
- Piper suratanum
- Piper swartzianum
- Piper sylvaticum
- Piper sylvestre
- Piper syringifolium
- Piper tabinense
- Piper tablazosense
- Piper tacananum
- Piper tacariguense
- Piper tachiranum
- Piper tacticanum
- Piper taiwanense
- Piper tajumulccanum
- Piper talbotii
- Piper tamayoanum
- Piper taperanum
- Piper taperinhanum
- Piper taquetii
- Piper teapense
- Piper tectoniifolium
- Piper tecumense
- Piper telembi
- Piper temptum
- Piper tenebricosum
- Piper tenue
- Piper tenuicuspe
- Piper tenuiflorum
- Piper tenuilimbum
- Piper tenuimucronatum
- Piper tenuinerve
- Piper tepezontesense
- Piper tepicanum
- Piper tepuiense
- Piper tequendanense
- Piper terrabanum
- Piper tessmanni
- Piper teysmanii
- Piper theobromifolium
- Piper thermale
- Piper thomasii
- Piper thomsonii
- Piper thorelii
- Piper tiliifolium
- Piper timbiquinum
- Piper timbuchianum
- Piper tjambai
- Piper tocacheanum
- Piper tomentosum
- Piper tomohonum
- Piper tonduzii
- Piper toppingii
- Piper toronotepuiense
- Piper torrcaanum
- Piper torricellense
- Piper tortivenulosum
- Piper tortuosivenosum
- Piper tovarense
- Piper townsendii
- Piper trachyphyllum
- Piper translucens
- Piper transpontinum
- Piper trianae
- Piper triandrum
- Piper triangulare
- Piper trichogynum
- Piper trichoneuron
- Piper trichophyllum
- Piper trichorhachis
- Piper trichostachyon
- Piper trichostigma
- Piper trichostylopse
- Piper trichostylum
- Piper tricolor
- Piper tricuspe
- Piper tridentipilum
- Piper trigoniastrifolium
- Piper trigonocarpum
- Piper trigonodrupum
- Piper trigonum
- Piper trimetrale
- Piper trineuron
- Piper triquetrum
- Piper tristemon
- Piper tristigmum
- Piper truman-yunckeri
- Piper truncatibaccum
- Piper truncatum
- Piper tsangyuanense
- Piper tsengianum
- Piper tuberculatum
- Piper tucumanum
- Piper tuerckheimii
- Piper tuisanum
- Piper tumidinodum
- Piper tumidum
- Piper tumupasense
- Piper tutuilae
- Piper ubiqueasperum
- Piper ubiquescabridum
- Piper ucayalianum
- Piper udicola
- Piper udisilvestre
- Piper uhdei
- Piper ulceratum
- Piper uleanum
- Piper ulei
- Piper ulmifolium
- Piper ulvifolium
- Piper umbellatum
- Piper umbricola
- Piper umbriculum
- Piper umbriense
- Piper umbrosum
- Piper uncinulatum
- Piper unguiculatum
- Piper unillanum
- Piper urdanetanum
- Piper urophyllum
- Piper urostachyum
- Piper urubambanum
- Piper uspantanense
- Piper usumacintense
- Piper utinganum
- Piper wabagense
- Piper wachenheimii
- Piper vaginans
- Piper wagneri
- Piper valdivianum
- Piper walkeri
- Piper valladolidense
- Piper wallichii
- Piper vanderveldeanum
- Piper wangii
- Piper varibracteum
- Piper variegatum
- Piper variipilum
- Piper weddellii
- Piper vellosoi
- Piper velutibracteum
- Piper velutinervium
- Piper velutinibaccum
- Piper velutininervosum
- Piper velutinovarium
- Piper velutinum
- Piper venamoense
- Piper veneralense
- Piper venulosissimum
- Piper venulosum
- Piper veraguense
- Piper verbascifolium
- Piper veredianum
- Piper vergelense
- Piper vermiculatum
- Piper verruculicaule
- Piper verruculifolium
- Piper verruculosum
- Piper versteegii
- Piper vestitum
- Piper viachicoense
- Piper wibomii
- Piper vicosanum
- Piper wilhelmense
- Piper villalobosense
- Piper villarrealii
- Piper villipedunculum
- Piper villirameum
- Piper villiramulum
- Piper villosispicum
- Piper villosissimum
- Piper villosum
- Piper viminifolium
- Piper wingfieldii
- Piper winkleri
- Piper virgatum
- Piper virgenense
- Piper virginicum
- Piper virgultorum
- Piper viridibaccum
- Piper viridicaule
- Piper viridilimbum
- Piper viridistachyum
- Piper vitaceum
- Piper voigtii
- Piper volubile
- Piper woytkowskii
- Piper wrightii
- Piper wulfschlaegelii
- Piper xanthocarpum
- Piper xanthostachyum
- Piper xylosteoides
- Piper yanaconasense
- Piper yananoanum
- Piper yaracuyense
- Piper yaranum
- Piper yessupianum
- Piper yinkiangense
- Piper yousei
- Piper yucatanense
- Piper yui
- Piper yungasanum
- Piper yunnanense
- Piper yzabalanum
- Piper zacapanum
- Piper zacatense
- Piper zarumanum
- Piper zenkeri
- Piper zentanum
- Piper zeylanicum
- Piper zhorquinense